# باوکنخت
باوکنشت (انگلیسی: Bauknecht) شرکت لوازم خانگی آلمانی است، که در سال ۱۹۱۹ توسط گاتلوب باوکنشت تأسیس شد.